# Swetlana Kriwentschewa
Swetlana Kriwentschewa (bulgarisch Светлана Кривенчева, englische Transkription Svetlana Krivencheva; * 30. Dezember 1973 in Plowdiw) ist eine ehemalige bulgarische Tennisspielerin.

## Karriere
Kriwentschewa, die ihr Spiel auf Hartplätzen bevorzugte, begann im Alter von acht Jahren mit dem Tennis.
Sie gewann während ihrer Karriere zwei Einzel- und 21 Doppeltitel des ITF Women’s Circuits. Auf der WTA Tour sah man sie erstmals im Hauptfeld bei den German Open 1996, zusammen mit Tatjana Ječmenica im Doppel, wo sie ihr Erstrundenmatch gegen Ruxandra Dragomir/Ann Wunderlich mit 2:6 und 3:6 verloren.
Zwischen 1998 und 2004 spielte sie für die bulgarische Fed-Cup-Mannschaft, wo sie bei sechs gespielten Matches zweimal im Doppel siegreich war.

## Turniersiege

### Einzel
| Nr. | Datum          | Turnier | Kategorie   | Belag     | Finalgegnerin     | Ergebnis       |
| --- | -------------- | ------- | ----------- | --------- | ----------------- | -------------- |
| 1.  | Juni 1993      | Sofia   | ITF $10.000 | Sand      | Nicole Wist       | 4:6, 6:0, 7:5  |
| 2.  | September 1993 | Burgas  | ITF $10.000 | Hartplatz | Amanda Wainwright | 6:3, 1:6, 7:63 |

### Doppel
| Nr. | Datum          | Turnier           | Kategorie   | Belag             | Partnerin              | Finalgegnerinnen                    | Ergebnis         |
| --- | -------------- | ----------------- | ----------- | ----------------- | ---------------------- | ----------------------------------- | ---------------- |
| 1.  | Mai 1989       | Athen             | ITF $10.000 | Sand              | Dora Rangelowa         | Lily Nejasmic Mary Nejasmic         | 6:3, 6:4         |
| 2.  | April 1991     | Bari              | ITF $10.000 | Sand              | Monika Kratochvílová   | Jennifer Fuchs Flora Perfetti       | 5:7, 6:2, 7:5    |
| 3.  | Februar 1992   | Montemor-o-Novo   | ITF $10.000 | Hartplatz         | Jelena Lichowzewa      | Angelina Petrova Petra Rihtaric     | 6:4, 6:4         |
| 4.  | Februar 1992   | Vilamoura         | ITF $10.000 | Hartplatz         | Jelena Lichowzewa      | Tania Couto Sofia Prazeres          | 6:3, 6:2         |
| 5.  | April 1992     | Lerida            | ITF $10.000 | Sand              | Iryna Suchowa          | Martina Crha Lisa Pugliese          | 6:1, 6:2         |
| 6.  | Mai 1992       | Balaguer          | ITF $10.000 | Sand              | Iryna Suchowa          | Paola Suárez Pamela Zingman         | 4:6, 6:4, 6:4    |
| 7.  | August 1992    | Rebecq            | ITF $10.000 | Sand              | Jelena Lichowzewa      | Nelly Barkan Maria Marfina          | 7:5, 6:2         |
| 8.  | Oktober 1992   | Langenthal        | ITF $10.000 | Hartplatz (Halle) | Nelly Barkan           | Gaby Coorengel Amy van Buuren       | 7:64, 3:6, 6:4   |
| 9.  | Mai 1993       | Lerida            | ITF $10.000 | Sand              | Christina Zachariadou  | Emily Bond Caroline Toyre           | 6:1, 6:4         |
| 10. | September 1993 | Burgas            | ITF $10.000 | Hartplatz         | Olena Tatarkowa        | Camilla Persson Anna-Karin Svensson | 5:7, 6:2, 6:3    |
| 11. | Juli 1995      | Darmstadt         | ITF $25.000 | Sand              | Květa Hrdličková       | Magdalena Feistel Helena Vildová    | 7:64, 6:2        |
| 12. | August 1995    | Budapest          | ITF $25.000 | Sand              | Tatjana Ječmenica      | Magdalena Feistel Helena Vildová    | 6:4, 6:3         |
| 13. | März 1997      | Reims             | ITF $25.000 | Sand (Halle)      | Olena Tatarkowa        | Silke Meier Petra Schwarz           | 6:2, 6:2         |
| 14. | Juli 1997      | Darmstadt         | ITF $25.000 | Sand              | Pawlina Stojanowa      | Magdalena Feistel Olga Iwanowa      | 6:0, 2:6, 6:3    |
| 15. | Juli 1997      | Rostock           | ITF $25.000 | Sand              | Pawlina Stojanowa      | Renee Reid Réka Vidáts              | kampflos         |
| 16. | August 1997    | Sopot             | ITF $75.000 | Sand              | Olena Tatarkowa        | Radka Bobková Lenka Němečková       | 7:67, 6:3        |
| 17. | Juli 1999      | Puchheim          | ITF $25.000 | Sand              | Eva Melicharová        | Kirstin Freye Syna Schmidle         | 6:2, 6:4         |
| 18. | April 2000     | Quartu Sant’Elena | ITF $10.000 | Sand              | Antoaneta Pandscherowa | Michaela Paštiková Helena Vildová   | 7:5, 7:69        |
| 19. | Juli 2000      | Puchheim          | ITF $25.000 | Sand              | Zuzana Váleková        | Angelika Bachmann Melanie Schnell   | 7:5, 3:6, 7:5    |
| 20. | August 2000    | Saint-Gaudens     | ITF $25.000 | Sand              | Olena Tatarkowa        | Eszter Molnár Maja Palaveršić       | 3:6, 7:5, 6:3    |
| 21. | Oktober 2010   | Williamsburg      | ITF $10.000 | Sand              | Angelina Gabujewa      | Salome Dewidse Magda Okruaschwili   | 6:4, 3:6, [10:8] |

## Abschneiden bei Grand-Slam-Turnieren

### Einzel
| Turnier         | 1998 | Karriere |
| --------------- | ---- | -------- |
| Australian Open | 1    | 1        |
| French Open     | —    | —        |
| Wimbledon       | —    | —        |
| US Open         | —    | —        |

### Doppel
| Turnier         | 1996 | 1997 | 1998 | 1999 | 2000 | Karriere |
| --------------- | ---- | ---- | ---- | ---- | ---- | -------- |
| Australian Open | —    | AF   | AF   | 1    | 1    | AF       |
| French Open     | 1    | 1    | 1    | —    | 1    | 1        |
| Wimbledon       | —    | —    | 1    | —    | 1    | 1        |
| US Open         | —    | —    | 1    | AF   | 1    | AF       |